# ناحیه جکسون، شهرستان بیوکانان، میزوری
ناحیه جکسون، شهرستان بیوکانان، میزوری (به انگلیسی: Jackson Township, Buchanan County, Missouri) یک ناحیه در ایالات متحده آمریکا است که در شهرستان بیوکانان، میزوری واقع شده‌است.

## خصوصیات
ناحیه جکسون ۵۶٫۹۵ کیلومترمربع مساحت و ۵۱۶ نفر جمعیت دارد و ۲۸۲ متر بالاتر از سطح دریا واقع شده‌است.